# Willibald Wiers-Keiser
Willibald Wiers-Keiser, do 1937 Willibald Wierciński (ur. 20 stycznia 1888 w Dreźnie, zm. 21 grudnia 1944 w Gdańsku) – niemiecki prawnik, polityk.
Ukończył Gimnazjum Wettiner w rodzinnym Dreźnie. Studiował prawo i gospodarkę narodową na Uniwersytecie Drezdeńskim i w Królewcu. Jako oficer Armii Cesarstwa Niemieckiego brał udział w I wojnie światowej. W dwudziestoleciu międzywojennym był członkiem Senatu Wolnego Miasta Gdańska. Należał do ugrupowania Centrum. W 1933 wstąpił do NSDAP. Pod koniec 1937 zmienił tożsamość z nazwiska Wierciński na Wiers-Keiser.
Po wybuchu II wojny światowej został w 1939 został powołany na stanowisko Gauhauptmanna jednostki administracyjnej (Reichsgau) Gdańsk-Prusy Zachodnie.